# Tabernaemontana markgrafiana
Tabernaemontana markgrafiana là một loài thực vật có hoa trong họ La bố ma. Loài này được J.F.Macbr. miêu tả khoa học đầu tiên năm 1959.